# حارة الطعام (ذمار)

تعديل مصدري - تعديل

حارة الطعام هي إحدى حارات مدينة ذمار التابعة لمحافظة ذمار، بلغ تعداد سكانها 975 نسمة حسب تعداد اليمن لعام 2004.